# Pariana tenuis
Pariana tenuis är en gräsart som beskrevs av Thomas Gaskell Tutin. Pariana tenuis ingår i släktet Pariana och familjen gräs. Inga underarter finns listade i Catalogue of Life.